# Olsäter
Olsäter is een plaats in de gemeente Forshaga in het landschap Värmland en de provincie Värmlands län in Zweden. De plaats heeft 111 inwoners (2005) en een oppervlakte van 20 hectare.